# سولشتدت
سولشتدت (به آلمانی: Sollstedt) یک شهر در آلمان است که در نوردهاوزن واقع شده‌است. سولشتدت ۳٬۴۸۵ نفر جمعیت دارد.